# Las Valeras
Las Valeras è un comune spagnolo di 1 632 abitanti situato nella comunità autonoma di Castiglia-La Mancia.
È costituito dalle località di Valera de Abajo e Valeria.